# L'home caduc
"L'home caduc" (títol original en anglès "The Obsolete Man") és el vint-i-novè episodi de la segona temporada, i el 65è total de la sèrie de televisió d'antologia La Dimensió Desconeguda. Es va emetre originalment el 2 de juny de 1961 a CBS. Ha estat doblat al català i emès per TV3. Protagonitzat per Burgess Meredith  com Romney Wordsworth, l'acusat, i Fritz Weaver com a canceller (i fiscal). La història es va adaptar més tard per a  The Twilight Zone Radio Dramas protagonitzat per Jason Alexander com a Wordsworth.

## Narració d'obertura
| « | Entres a aquesta habitació sota el teu propi risc, perquè porta cap al futur, no un futur que serà sinó un que podria ser. Aquest no és un món nou, és simplement una extensió del que va començar a l'antic. S'ha modelat segons cada dictador que alguna vegada ha plantat l'empremta trencadora d'una bota a les pàgines de la història des del principi dels temps. Té perfeccionaments, avenços tecnològics i un enfocament més sofisticat de la destrucció de la llibertat humana. Però com tots els superestats que el van precedir, té una regla de ferro: la lògica és un enemic i la veritat és una amenaça. Aquest és el Sr. Romney Wordsworth, en les seves últimes quaranta-vuit hores a la Terra. És ciutadà de l'Estat, però aviat s'haurà d'eliminar, perquè està fet de carn i perquè té una ment. Mr. Romney Wordsworth, who will draw his last breaths in The Twilight Zone. | » |

## Argument
En un futur estat de totalitarisme, Romney Wordsworth és jutjat per ser obsolet. La seva professió com a bibliotecari és punible amb la mort, ja que l'estat ha eliminat els llibres. La seva fe en Déu es pren com una prova més d'obsolescència, ja que l'estat ateu afirma haver demostrat que Déu no existeix. Després d'un amarg intercanvi, el Canciller troba Wordsworth culpable i el condemna a mort en 48 hores, la qual cosa li permet triar el seu mètode i l'hora i el lloc exactes de l'execució. Wordsworth demana que se li concedeixi un Assassinat personal, que serà l'únic que conegui el mètode de la seva mort, i que la seva execució sigui televisada a nivell nacional des de la seva habitació a la mitjanit de l'endemà. Tot i que la demanda de privadesa de Wordsworth no té precedents, el canceller concedeix ambdues sol·licituds.
A les 11:15 de la nit següent, el canceller visita Wordsworth a la seva habitació ara vigilada, responent a la invitació d'aquest per curiositat. Wordsworth revela que ha triat morir en una explosió de bomba a mitjanit. El canceller expressa l'aprovació fins que Wordsworth afirma a més que ha tancat la porta amb clau i el canceller morirà amb ell. També assenyala que, a mesura que els fets es retransmeten en directe, l'Estat s'arriscaria a perdre la seva condició als ulls del poble si optés per rescatar el canceller. Wordsworth treu una còpia il·legal i amagada durant molt de temps de la Bíblia, llegint el Salm 23 i parts de diversos altres salms en veu alta per expressar la seva confiança en Déu.
En l'últim minut abans de la mitjanit, el canceller es trenca i comença a dir "en nom de Déu". Wordsworth accepta fer-ho i li dóna la clau per obrir la porta. El canceller fuig de l'habitació just abans que exploti la bomba, matant Wordsworth. A causa de la seva exhibició covard a l'habitació de Wordsworth i la invocació de Déu, el Canceller és substituït pel seu propi subaltern i es declara obsolet. Protesta contra aquest veredicte i intenta fugir, però els assistents del tribunal l'aclaparen i el maten a cops.

## Narració de cloenda
Inusualment, Serling apareix a la càmera per oferir la narració final.
| « | El canceller, el difunt canceller, només tenia raó en part. Ell estava obsolet. Però també ho és l'Estat, l'entitat que adorava. Qualsevol estat, qualsevol entitat, qualsevol ideologia que no reconegui el valor, la dignitat, els drets de l'home... aquest estat està obsolet. Un cas que s'ha de presentar sota "M" per a "Mankind": a La Dimensió Desconeguda. | » |

## Repartiment
- Burgess Meredith com a Romney Wordsworth
- Fritz Weaver com a canceller
- Josip Elic com el subaltern
- Harry Fleer com a Guàrdia
- Harold Innocent com a Home in Crowd

## Epíleg original
Normalment, Serling oferia la seva narració final fora de càmera. Però per a l'episodi anterior ("Un món propi"), Serling va oferir la narració final d'aquest episodi davant la càmera, com ho faria amb "L’home caduc" ia "The Fugitive" de la tercera temporada. La narració original de Serling era més llarga, però la secció del mig es va tallar per a la seva emissió. Tal com està el guió, la narració original diu el següent (amb la secció retallada en cursiva):
| « | El Canceller, l’ últim Canceller, només tenia raó en part. Ell estava obsolet. Però també ho és l'Estat, l'entitat que adorava. Qualsevol estat, entitat o ideologia queda obsoleta quan emmagatzema les armes equivocades: quan captura territoris, però no ments; quan esclavitza milions, però no convenç ningú. Quan està nu, però es posa una armadura i l'anomena fe, mentre que als ulls de Déu no té gens de fe. Qualsevol estat, qualsevol entitat, qualsevol ideologia que no reconeix el valor, la dignitat, els drets de Home... aquest estat està obsoleta. Un cas que s'ha de presentar sota "M" per "Mankind" - a La Dimensió Desconeguda. | » |

## En la cultura popular
La narració inicial de Serling es mostra a la cançó "Thieves! (Screamed the Ghost)" del duo estatunidenc de hip-hop Run the Jewels al seu àlbum de 2016, Run the Jewels 3.